# Newton-le-Willows (Yorkshire du Nord)
Newton-le-Willows est un village et une paroisse civile du Yorkshire du Nord, en Angleterre.